# Francisco Cervantes de Salazar
Francisco Cervantes de Salazar (Toledo, c.1513-1518 - Ciudad de México, 14 de noviembre de 1575) fue un escritor humanista castellano. En 1550 se trasladó a Nueva España, donde estudió en la Real y Pontificia Universidad de México y llegó a ser rector de dicha institución, así como canónigo de la  Catedral de México.

## Biografía
Francisco Cervantes de Salazar nació en Toledo entre 1513 y 1518. El lugar de nacimiento fue identificado sin problemas por los estudios de su obra, pero la fecha exacta de nacimiento es desconocida al día de hoy. El primero en dar una fecha estimada fue  García Icazbalceta quien, basándose en el “prólogo” realizado por  Alejo de Venegas al “Apólogo de la Ociosidad…” incluido en las Obras impresas en 1546, asignó 1521 como data del natalicio de Cervantes. El mencionado historiador tomó del prólogo de Venegas una cita para hacer su cálculo: “Cierto es que no es de tener en poco, que siendo él [Cervantes] de edad de veynte y cinco años ha tirado la barra sobre más de quarenta.” Se percató rápidamente de su error al no haber tenido en cuenta que nada garantizaba que Venegas hubiese escrito dicho prólogo en 1546; antes bien otro documento de 1575 lo contradecía, en este el  Arzobispo Moya de Contreras habría dicho en esa fecha que Cervantes tenía más de sesenta años, por lo que su fecha de nacimiento sería anterior a 1515.
Hijo del matrimonio de Alonso de Villaseca de Salazar y María de Peralta, vecinos de la misma ciudad en la cual vivieron hasta su muerte; tomaría el apellido Cervantes de su familia materna. Fue discípulo del maestro  Alejo de Venegas con quien habría aprendido latín, para pasar a la Universidad de Salamanca e ingresar a la facultad de cánones, aunque no logró obtener el grado de bachiller. Las fechas en las que estudió en Toledo con Venegas y las que estuvo en Salamanca son desconocidas,  Edmundo O’Gorman consideraba posible que fuese en algún año de la década de 1530.
Cervantes tuvo su primera ocupación con Pedro Girón de Loaysa, quien fue oidor de la  Chancillería de Valladolid,  inquisidor de Toledo y Consejero del Consejo de Castilla; a quien acompañaría a  Flandes con el propósito de “conciliar diferencias entre la  marquesa de Cenete y el príncipe de Orange sobre la herencia de su padre, el  Conde de Nassau, muerto el año anterior.” Fue en ese viaje que conoció a Juan Luis Vives, quien se hospedaba en la casa de la marquesa desde 1538. Si bien no puede afirmarse que fuera alumno del humanista valenciano, la impresión que este dejó en Cervantes sería determinante para su obra posterior, dejándola plasmada en una pequeña nota biográfica escrita en 1554: “Él fue de agudísimo ingenio, de maduro juicio y tenacísima memoria, pues por complacerme repasaba de memoria los nombres de los dictadores, cónsules, censores, pretores y de los otros que ejercieron las demás magistraturas”.
Tras la muerte del chanciller Girón en 1540, Cervantes pasa al servicio del  Cardenal García de Loaysa, presidente del Consejo de Indias, en calidad de secretario de cartas latinas. Este puesto lo ocupó por un tiempo indeterminado, pero las evidencias indican que para la fecha de la muerte del cardenal en 1546 ya no ejercía ese oficio.

La mayoría de biógrafos, entre ellos O’Gormann y Millares Carlo, afirman que Cervantes fue catedrático de la Universidad de Osuna, basados en lo que el entonces catedrático de bachiller en retórica diría en su diálogo sobre la universidad en México a través de su personaje “Gutiérrez”: “Este Cervantes, si no me engaño, es el que también fue catedrático de Retórica en la Universidad de Osuna.” García Izcabaleta confirma que el Cervantes al que se refiere el ficticio dialogante es el mismo autor de los Diálogos y consideró que ejerció este oficio en el año de 1550. Consolación Baranda, profesora del departamento de filología española de la Universidad Complutense, llama la atención sobre la falta de documentación adicional y ausencia del nombre de Cervantes en los registros de dicha universidad , algo que ya había mencionado Agustín Millares Carlo. Menos probable aún es que haya sido maestro en  Alcalá de Henares, una universidad más prestigiosa que la de Osuna y de la cual no hace mención en los Diálogos, algo que fue afirmado por  Beristáin basado, al parecer, en la desaparecida Crónica de la Ciudad de México de Cristóbal Plaza.

### Vida en Nueva España
Es muy probable que antes de 1550 Cervantes de Salazar hubiese arribado a costas mexicanas, en buena medida gracias al apoyo de su primo hermano Alonso de Villaseca. Por una parte, su pariente contaba con riqueza y prestigio, además es probable que hubiera recibido la insinuación del virrey Antonio de Mendoza “que buscaba personas para catedráticos de la universidad que deseaba establecer en México.” Millares Carlo indica que Cervantes vivió en la casa de su primo por cuatro años, aunque posteriormente surgiría un largo pleito por el pago de los gastos de manutención.
Aunque estaban bien avanzadas las gestiones para la creación de la Universidad de México, Cervantes se ocupó como profesor de gramática en un colegio privado o dando clases particulares hasta que fue vinculado a la Real y Pontificia Universidad de México desde su fundación en 1553. Se le designa como catedrático de retórica y le encargan inaugurar los estudios con una oración latina, lo cual hizo en junio de ese año. Un mes después da su primera lección de retórica y el 14 de febrero de 1557 abandonó la cátedra, el mismo año que lo hizo  fray Alonso de la Veracruz de quien Cervantes diría fue “el más eminente Maestro en Artes y en Teología que haya en esta tierra, y catedrático de Prima [de Teología] de esta divina y sagrada facultad: sujeto de mucha y variada erudición, en quien compite la más alta virtud con la más exquisita y admirable doctrina.”

Entre 1553 y 1557 Cervantes logra presentar el examen de bachiller en cánones, algo que no pudo hacer en su estancia en la Universidad de Salamanca, y se ordena sacerdote (1554).
Fue diputado de hacienda de la Universidad entre 1554 y 1555. En los siete Diálogos que publicó en 1554, imitando y acompañando los de Vives, trata sobre varios juegos infantiles, sobre la vida universitaria y en las calles y las afueras de México, y reclama mayores salarios para sus colegas. El 3 de febrero de 1557 logró probar que había oído teología cuatro años y se le concede el título de bachiller en teología de manos del arzobispo  fray Alonso de Montúfar. Después de abandonar la cátedra obtiene los permisos y salarios para escribir la Crónica por lo menos desde 1558 hasta 1563, en ese año presenta ante el  Cabildo de la Catedral de México una real provisión por la cual se le hacía merced de una  canonjía y se le dio posesión de ella. Consigue el título de licenciado en teología en 1563, y entre 1566 y 1567 obtiene los grados de licenciado y doctor en teología. Fue en esa época (1567-1568 y 1571-1573) que obtuvo el puesto de rector de la universidad, aunque su mayor aspiración era obtener un cargo de alto rango en la catedral de México.
Al respecto dice O’Gorman: “Durante estos años (1569-1575) Cervantes tuvo esperanzas de obtener la prebenda de maestrescuela que poseía Sánchez Muñón o alguna otra que lo elevara del rango de canónigo. Incluso aspiró a una silla episcopal. Parientes y amigos en España hicieron al efecto muchas gestiones, pero todas fracasaron.” Cervantes logró ser Deán del Cabildo de la catedral de México y consultor del Consejo de la Inquisición en el Tribunal de México, para 1575 fue nombrado por el arzobispo Moya para el cargo de examinador de aspirantes a oficios y beneficios eclesiásticos, y finalmente deja de asistir al Cabildo de la Catedral desde el 9 de septiembre de ese mismo año. Cervantes de Salazar muere en la Ciudad de México el 14 de noviembre de 1575, como fue corroborado por la declaración de los testigos del acto de apertura de su testamento así como por una carta al rey del arzobispo de México.

## Obras
- Cervantes de Salazar, Francisco (1546). Obras q[ue] Francisco Ceruantes de Salazar a hecho, glosado, y traduzido. Francisco Cerdá y Rico (ed.). Alcalá de Henares: Casa de Iuā de Brocar.
- Cervantes de Salazar, Francisco (1560). Tumulo Imperial de la gran ciudad de Mexico. Antonio de Espinosa.
- Cervantes de Salazar, Francisco (1575). Crónica de la Nueva España, su descripción, la calidad y temple de ella, la propiedad y naturaleza de los indios.
- Cervantes de Salazar, Francisco (1875). México en 1554. Tres diálogos latinos que Francisco Cervantes de Salazar escribió e imprimió en México en dicho año. Joaquín García Icazbalceta (ed.). México: Antigua Librería de Andrade y Morales.
- Cervantes de Salazar, Francisco (1914). Crónica de la Nueva España escrita por el doctor y maestro Francisco Cervantes de Salazar, Cronista de la Ciudad de México. Manuscrito 2011 de la Biblioteca Nacional de Madrid letra de mitad del siglo XVI. Papeles de la Nueva España. Francisco del Paso y Troncoso (ed.). Madrid: Hauser y Menet.
- Cervantes de Salazar, Francisco (1914). Crónica de la Nueva España que escribió el Dr. D. Francisco Cervantes de Salazar Cronista de la Imperial Ciudad de México. Manuel Magallón (ed.). Madrid: The Hispanic Society of America.
- Cervantes de Salazar, Francisco (1953). Life in the imperial and loyal city of Mexico in New Spain and the Royal and Pontifical University of Mexico as described in the Dialogues for the study of the Latin language prepared by Francisco Cervantes de Salazar for use in his classes and printed in 1554 by Juan Pablos. Carlos Eduardo Castañeda (ed.), Minnie Lee Barret Shepard (trans.). Austin: University of Texas Press.
- Cervantes de Salazar, Francisco (1963). México en 1554 y túmulo imperial. Sepan cuántos... Edmundo O'Gorman (ed.). México: Porrúa.
- Cervantes de Salazar, Francisco (1971). Crónica de la Nueva España. Agustín Millares Carlo, Manuel Magallón (eds.). Madrid: Ediciones Atlas.
- Cervantes de Salazar, Francisco (1985). Crónica de la Nueva España. Biblioteca Porrúa. Juan Miralles Ostos (ed.). México: Porrúa.
- Cervantes de Salazar, Francisco (1993). México en 1554. Biblioteca del Estudiante Universitario. Julio Jiménez Rueda (ed.), Joaquín García Icazbalceta (trans.) (5 edición). México: Universidad Nacional Autónoma de México. ISBN 968-36-3043-X.
- Cervantes de Salazar, Francisco (2001). México en 1554. Tres diálogos latinos de Cervantes de Salazar. Miguel León Portilla (ed.). Universidad Nacional Autónoma de México. ISBN 978-968-36-9613-7.
- Cervantes de Salazar, Francisco (2008). Crónica de la Nueva España. Barcelona: Linkgua Ediciones. ISBN 978-84-9897-316-7.